# Domani (album Il Guardiano del Faro)
Domani, pubblicato dalla Fonit Cetra nel 1977, è un album del musicista italiano Il Guardiano del Faro (Federico Monti Arduini).

## Tracce
Musiche di Arfemo (Federico Monti Arduini), eccetto dove indicato.
Lato A
1. Domani (strumentale) – 4:30
2. Occhi scuri cielo chiaro (strumentale) – 2:21
3. Dolci sogni (strumentale) – 3:53
4. Per una notte (strumentale) – 3:20 (musica: Giulio Libano)
5. Questa sera o mai più (strumentale) – 3:22

Lato B
1. Lei (strumentale) – 2:37
2. The High and the Mighty (strumentale) – 3:38 (musica: Dimitri Zinov'evich Tiomkin)
3. Pajaso (strumentale) – 2:37
4. I Only Have Eyes for You (strumentale) – 3:30 (musica: Harry Warren)
5. Domani (finale) (strumentale) – 2:21

## Formazione
- Federico Monti Arduini – tastiere
- Gigi Cappelotto – basso elettrico
- Tullio De Piscopo – batteria
- Sergio Farina – chitarra elettrica
- Ernesto Verardi – chitarra elettrica
- Mario Lamberti – percussioni
- Giulio Libano – arrangiamento e direzione d'orchestra
- Elementi dell'Orchestra del Teatro alla Scala – archi
- Elementi dell'Orchestra Sinfonica Nazionale della RAI – archi